# Àngels Margarit
Àngels Margarit Vinyals (Tarrasa, 1960) es una bailarina, coreógrafa y pedagoga española. En 2010 obtuvo el Premio Nacional de Danza junto con Rocío Molina, en la modalidad de creación, que otorga el Ministerio de Cultura de España.

## Biografía
Pertenece a la primera generación de bailarines contemporáneos surgida a finales de la década de 1970, del Instituto del Teatro de Barcelona, y desde 1985 dirige una de las compañías de danza más consolidadas de España: Mudances.
Permaneció durante cinco años en el colectivo Heura, con el que estrenó Temps al Biaix, primer espectáculo de danza español concebido como una sola pieza. Con sus primeros montajes, Mudances (1985) y Kolbebasar (1988), entró en la escena internacional donde siguió presentando con regularidad su obra. Solo para una habitación de hotel (1989), Suite d´estiu (1993), Tèrbola (1998), La edat de la paciència (1999), Origami (2002) y Solo por placer (2005), y Flexelf (2008), son algunos de los muchos montajes que ocupan más de veinte años de creación coreográfica.
Dentro del campo de la improvisación ha colaborado con creadores como Andrés Corchero, María Muñoz, Alexis Eupierre y Mónica Valenciano, entre otros, y ha creado piezas de vídeo-danza como Boquería y Du Parc 504. Como pedagoga ha impartido cursos, talleres y repertorio en varios países y como creadora ha sido galardonada con premios como el Premi Nacional de Dansa de Cataluña en tres ocasiones, el Premio Ciudad de Barcelona de las Artes Escénicas, en 1993, y el Gran Prix del Concurso coreográfico de Bagnolet, en 1998.
Entre 2016 y 2025, fue directora del Mercat de les Flors en Barcelona, siendo sucedida por María José Cifuentes.